# Ulrich von Wilamowitz-Moellendorff
Enno Friedrich Wichard Ulrich von Wilamowitz-Moellendorff, född 22 december 1848 i Gut Markowitz, provinsen Posen, död 25 september 1931 i Berlin, var en tysk klassisk filolog.
Wilamowitz ansågs som sin tids främste klassiske filolog och särskilt som den finaste, djupaste och mångsidigaste kännaren av grekiska språket och litteraturen, i synnerhet poesin.

## Karriär
Wilamowitz blev efter studier i Bonn och Berlin filosofie doktor 1870, deltog i fransk-tyska kriget 1870-71, blev privatdocent i Berlin 1874, kallades till professor i klassisk filologi i Greifswald 1876, i Göttingen 1883 och i Berlin 1897.

## Arbeten
Wilamowitz skrev många arbeten och uppsatser. Bland dessa utmärker sig samlingen Philologische untersuchungen som han utgav tillsammans med Adolph Kiessling, i vilken ingår 
- Homerische Untersuchungen (1884),
- Isyllos von Epidauros (1886), med viktiga metriska undersökningar, samt
- Die Textgeschichte der griechischen Bukoliker (1906).

Med förkärlek tog sig Wilamowitz an det attiska dramat, så i sin upplaga av Euripides' Herakles, med utförlig inledning och kommentar (1889; 2:a upplagan 1895), och i Einleitung in die griechische Tragödie (1910), där dramats uppkomst och utveckling ställdes i ny belysning. Han gav ut en kritisk upplaga av Aischylos' tragedier 1914, och i anslutning till den Aischylos. Interpretationen (samma år). 
Vidare publicerade Wilmamowitz Bucolici graeci (1906), Callimachi hymni et epigrammata (1882, andra upplagan 1897) samt Die Textgeschichte der griechischen Lyriker (1900). Sappho und Simonides, Untersuchungen über griechische Lyriker utkom 1913.
Inskrifts- och papyrusfynd var föremål för Wilamowitz livliga intresse. Han var ledare för Berlinakademins stora grekiska inskriftsverk, och utgav 1891 (tillsammans med Georg Kaibel) den nyupptäckta egyptiska papyrus som innehöll Aristoteles' dittills ej påträffade skrift om atenarnas statsförfattning. I anslutning till den skrev han Aristoteles und Athén (2 band, 1893), som kastade nytt ljus över vissa delar av Atens historia. Under titeln Timotheos, Die Perser utgav Wilamowitz 1903 ett annat papyrusfynd. 
I P. Hinnebergs Kultur der gegenwart ingår en livfull och originell teckning av Die griechische litteratur des altertums (1907) samt Staat und gesellschaft der griechen (1910). I dessa arbeten liksom i den för de akademiska studierna betydelsefulla Griechisches Lesebuch framträder en strävan att väcka intresse även för andra skeden av antiken än de klassiska och en mera historisk uppfattning av forntidens kultur i dess helhet.
Wilamowitz andliga spänst förblev oförminskad trots de svårigheter som första världskriget innebar för den tyska vetenskapen och för honom personligen (sonen doktor Tycho von Wilamowitz-Moellendorff, född 1885, stupade oktober 1914 vid Ivangorod; av hans postuma verk Die dramatische Technik des Sophokles, 1917, bidrog fadern med det sista kapitlet). 
I Die Ilias und Homer (1916) framlägger Wilamowitz sin uppfattning, att diktens huvuddelar är ett enhetligt verk av en skald från 8:e århundradet f. Kr. Monumentalverket Platon (2 band 1919) är hans storstilade teckning av den helleniska andens centralfigur.
Wilamowitz var inte enbart vetenskapsman, utan även konstnär och diktare i vidaste mening. Hans översättningar Griechische Tragödien (3 band, 1899-1912; 5:e-8:e upplagorna 1919) är klassiska i sitt slag; hans Reden und Vorträge (tredje upplagan 1913) och hans mycket uppmärksammade Reden aus der Kriegszeit (1914 ff.) vittnar om sällsynt hög kultur och rik levnadsvisdom.
Wilamowitz sista stora verk var Der Glaube der Hellenen(del 1 utkom 1931, del 2 oavslutad postumt 1932).

## Stiftelser
Som lärare utövade Wilamowitz ett stort inflytande, inte enbart genom sin idérikedom och de vida perspektiv han lät framträda, utan även genom sin glänsande framställningskonst. Till hans 60-årsdag (1908) bildade vänner till honom från alla kulturländer Wilamowitz-stiftung, som av honom bestämdes till utgivning av mönstergilla upplagor av skrifter, som är av vikt för kännedomen om tiden för den grekiska hednavärldens kristnande, och 1920 bildades Wilamowitz-Diels-stiftung till minne av Wilamowitz och Diels doktorsjubileum i syfte att möjliggöra tryckning av yngre forskares arbeten i klassisk filologi.

## Sverigebesök
Wilamowitz besökte Sverige 1910, 1912 och 1920 och höll föreläsningar i Stockholm och Uppsala med flera platser. 

## Akademiledamotskap
Wilamowitz var ledamot av de svenska akademierna Vet. o. vitt. samh. i Göteborg (1911), Vetenskapsakademien (1912) och Vetenskapssocieteten i Uppsala (1914) samt flera andra europeiska akademier och lärda samfund, även hedersledamot av Vetenskapssocieteten i Lund.